# Hassan Abu Zaid
Hassan Abu Zaid (in ebraico חסן אבו זייד‎?; in arabo حسن أبو زيد‎?; Lod, 4 febbraio 1991) è un ex calciatore israeliano, centrocampista.

## Carriera
Ha giocato nella massima serie dei campionati israeliano e cipriota.

## Palmarès

### Club

#### Competizioni nazionali
- Campionato israeliano: 1

Maccabi Tel Aviv: 2012-2013